# امی فیلمز
امی فیلمز (انگلیسی: EMI Films) شرکت فیلم‌سازی بریتانیایی است، که در سال ۱۹۶۹ تأسیس شد.